# Villalbilla de Burgos
Villalbilla de Burgos község Spanyolországban, Burgos tartományban. Villalbilla de Burgos Burgos, Villagonzalo Pedernales, Albillos, Buniel, San Mamés de Burgos és Tardajos községekkel határos. Lakosainak száma 1514 fő (2024).

## Népesség
A település népessége az utóbbi években az alábbiak szerint változott:
| Lakosok száma | 700  | 819  | 846  | 946  | 1146 | 1256 | 1332 | 1407 | 1454 | 1514 |
|               | 2001 | 2004 | 2006 | 2009 | 2011 | 2014 | 2016 | 2019 | 2021 | 2024 |